# Nederlandsche Stoomboot Maatschappij
Die traditionsreiche niederländische Reederei N.V. Nederlandsche Stoomboot Maatschappij (NSBM, später NSM) war auch als Batavier Lijn bekannt. Das Unternehmen in Rotterdam bestand seit 1823 und wurde später von der Reederei Wm. H. Müller & Co. weitergeführt.

## Geschichte

### Anfangsjahre
Die Wurzeln der Reederei gehen auf eine Binnenreederei zurück. Diese wurde 1823 von Gerhard Moritz Roentgen,  J.C. Baud, C. van Vollenhoven und John Cockerill mit Unterstützung von König Wilhelm I gegründet. Das Unternehmen übernahm die Binnenschiffslinie Van Vollenhoven, Dutilh & Co. von Rotterdam nach Nijmegen und Köln mitsamt dem Raddampfer de Nederlander. Die Linie wurde 1824 mit dem Raddampfer De Zeeuw verstärkt und später nach Antwerpen erweitert. Das junge Unternehmen hatte im Jahr nach der Gründung beim Bau der ersten Schiffe einen Vertrag über die ausschließliche Lieferung von Dampfmaschinen an die Reederei mit der Cockerill-Werft geschlossen, der so aber nicht erfüllt werden konnte. 1825 gründete die Reederei daher ihre eigene Werft, Etablissement Fijenoord. 1824 bestellte das junge Unternehmen  unterdessen den Dreimaster mit Dampfmaschine Batavier, mit dem ein Liniendienst zwischen Rotterdam oder Amsterdam nach Hamburg eröffnet werden sollte. Die Fertigstellung des Schiffes benötigte jedoch ganze fünf Jahre, woraufhin ein niederländischer Mitbewerber schon 1829 einen Liniendienst auf der geplanten Route etabliert hatte. Stattdessen begann die Batavier am 12. April 1830 einen Passagier- und Frachtdienst von Antwerpen nach London, die Batavier Lijn. Aufgrund der Belgischen Revolution musste die Linie noch im selben Jahr unterbrochen werden. Erst 1833 konnte die in Nederlandsche Stoomboot Maatschappij umbenannte Linie von Rotterdam statt Antwerpen fortgeführt werden.

### Wachstum und Rückschläge
Im April 1850 wurde das zweite Seeschiff der Reederei, die Fijenoord in den Liniendienst nach London eingegliedert. Fünf Jahre darauf setzte man die zweite Batavier zwischen Rotterdam und London in Fahrt. Um 1865 wurde die Linie stark von britischen Reedereien bedrängt. Der Ausbruch der Schweinepest brachte die NSM in so schwerwiegende finanzielle Schieflage, dass diese den Versuch unternahm, ihre Schiffe zu veräußern. Dies gelang nicht, so dass man mit den 1870 und 1873 abgelieferten Neubauten Maasstroom und Batavier einen erfolgreichen Versuch unternahm wirtschaftlich zu überleben. Die alte Batavier sank 1872 nach einer Kollision mit dem türkischen Kriegsschiff Charkee bei Barking Reach auf der Themse, wobei ein Seemann und ein Kleinkind ums Leben kamen. Ebenfalls 1872 wurde der Nieuwe Waterweg in Rotterdam eröffnet, was den dort ansässigen Reedereien großen Vortrieb brachte. Nachdem die NSM 1885 noch an der Gründung der Hollandsche Stoomboot Maatschappij beteiligt wurde, diese aber kurz darauf nach Amsterdam umzog, entschied man sich, die NSM zu veräußern.

### Übernahme durch Wm. H. Müller & Co.
Am 1. November 1895 übernahm die niederländische Reederei Wm. H. Müller & Co. das Unternehmen mit seiner gesamten Flotte. Die NSM und deren Liniendienst zwischen Rotterdam und London wurden eigenständig fortgeführt und bildeten die Hauptlinie der Reederei. Im Jahr 1920 wurde die Nederlandsche Stoomboot Maatschappij schließlich doch aufgelöst und die eingesetzten Schiffe unter die Kontorflagge Müllers gebracht. Der Rotterdam-London-Dienst wurde jedoch bis 1958 als Passagierlinie und bis 1971 als Frachtlinie unter dem traditionsreichen Namen Batavier Lijn fortgeführt und dann vom Scheepvaartbedrijf Kroonburgh N.V. in Rotterdam übernommen. Dieser stellte den Schiffsbetrieb schon im darauf folgenden Jahr ein.